# Eight o'clock at the oasis
Eight o'clock at the oasis es el 48vo episodio de la serie de televisión norteamericana Gilmore Girls.

## Resumen del episodio
Un nuevo vecino, llamado Dwight, llega a Stars Hollow y les encarga a las chicas Gilmore para que rieguen y cuiden de su jardín; Emily invita a Lorelai a una subasta y ella va con Michel. Lorelai conoce a una caballero con el que puja por una copa de vino; a ella le gusta mucho pero no sabe su nombre, únicamente sabe que tenía la paleta número 17. Durante la cena del viernes, Lorelai le pregunta a Emily sobre aquel muchacho, y ella le dice que se llama Payton y le da su teléfono. Así, Lorelai tiene una cita con él, pero le va tan mal que ya no desea volver a salir con él. Para el colmo de Lorelai, Payton resulta ser un hijito de mamá y eso la molesta más; Emily se enoja con su hija porque ya no quiere salir con él; Richard le explica a Lorelai que su actitud deja mal a Emily frente a sus amigas y en especial ante la madre de Payton; así que Lorelai se disculpa con su madre. Entre tanto, cuando Rory va a regar el jardín de Dwight y no puede cerrar el sistema de riego, llama a Dean primero; luego corre en busca de ayuda y Jess se aparece y finalmente corta el hielo entre ambos; pero debe irse pues Dean ya iba en camino.

## Curiosidades
- Rory llamó a Lorelai "señora". Dado que Lorelai no es casada, debió haberla llamado "señorita".
- Emily le dijo a Lorelai que la subasta sería el martes, pero cuando Lorelai quiere averiguar sobre Payton, dice que la subasta fue el día anterior, y justamente está preparándose para ir a la cena de los viernes.

- Datos: Q5820468